# Puchar Ameryki Północnej w narciarstwie alpejskim kobiet 2021/2022
Puchar Ameryki Północnej w narciarstwie alpejskim kobiet w sezonie 2021/2022 to kolejna edycja tego cyklu. Pierwsze zawody odbyły się 18 listopada 2021 roku w amerykańskim Copper Mountain. Ostatnie zawody odbyły się 28 marca 2022 roku w ośrodku narciarskim Sugarloaf.
Wśród kobiet Pucharu Ameryki Północnej z sezonu 2019/2020 broni Amerykanka Keely Cashman. Tym razem zwyciężyła jej rodaczka Ava Sunshine Jemison.

## Podium zawodów
| Lp. | Data              | Miejscowość        | Konkurencja       | 1. miejsce            | 2. miejsce            | 3. miejsce                |
| --- | ----------------- | ------------------ | ----------------- | --------------------- | --------------------- | ------------------------- |
| 1.  | 18 listopada 2021 | Copper Mountain    | Gigant            | Estelle Alphand       | Britt Richardson      | Roberta Melesi            |
| 2.  | 19 listopada 2021 | Copper Mountain    | Gigant            | Federica Brignone     | Estelle Alphand       | Roberta Melesi            |
| 3.  | 22 listopada 2021 | Copper Mountain    | Slalom            | Kiara Alexander       | Zoe Zimmermann        | Allie Resnick             |
| 4.  | 23 listopada 2021 | Copper Mountain    | Slalom            | Lila Lapanja          | Allie Resnick         | Kiara Alexander           |
| 5.  | 8 grudnia 2021    | Lake Louise        | Zjazd             | Stefanie Fleckenstein | Lauren Macuga         | Alix Wilkinson            |
| 6.  | 9 grudnia 2021    | Lake Louise        | Zjazd             | Stefanie Fleckenstein | Candace Crawford      | Lauren Macuga             |
| 7.  | 10 grudnia 2021   | Lake Louise        | Supergigant       | Candace Crawford      | Alix Wilkinson        | Stefanie Fleckenstein     |
|     | 13 grudnia 2021   | Panorama           | Superkombinacja   | Odwołano              | Odwołano              | Odwołano                  |
| 8.  | 13 grudnia 2021   | Panorama           | Supergigant       | Alix Wilkinson        | Cassidy Gray          | Francesca Baruzzi Farriol |
| 9.  | 14 grudnia 2021   | Panorama           | Gigant równoległy | Cassidy Gray          | Justine Lamontagne    | Sarah Bennett             |
| 10. | 15 grudnia 2021   | Panorama           | Gigant            | Cassidy Gray          | Allie Resnick         | Nicola Rountree-Williams  |
| 11. | 16 grudnia 2021   | Panorama           | Gigant            | Sarah Bennett         | Allie Resnick         | Kaja Norbye               |
| 12. | 17 grudnia 2021   | Panorama           | Slalom            | Amelia Smart          | Zoe Zimmermann        | Lila Lapanja              |
| 13. | 18 grudnia 2021   | Panorama           | Slalom            | Amelia Smart          | Reece Bell            | Elese Sommerová           |
| 14. | 8 lutego 2022     | Georgian Peaks     | Gigant            | Britt Richardson      | Allie Resnick         | Stefanie Fleckenstein     |
| 15. | 9 lutego 2022     | Georgian Peaks     | Gigant            | Britt Richardson      | Allie Resnick         | Ava Sunshine Jemison      |
| 16. | 10 lutego 2022    | Osler Bluff        | Slalom            | Lila Lapanja          | Sarah Bennett         | Ava Sunshine Jemison      |
| 17. | 11 lutego 2022    | Osler Bluff        | Slalom            | Ava Sunshine Jemison  | Kiara Alexander       | Stefanie Fleckenstein     |
| 18. | 14 lutego 2022    | Whiteface Mountain | Supergigant       | Candace Crawford      | Stefanie Fleckenstein | Britt Richardson          |
| 19. | 14 lutego 2022    | Whiteface Mountain | Supergigant       | Britt Richardson      | Stefanie Fleckenstein | Ava Sunshine Jemison      |
| 20. | 14 lutego 2022    | Whiteface Mountain | Superkombinacja   | Ava Sunshine Jemison  | Arianne Forget        | Stefanie Fleckenstein     |
| 21. | 14 lutego 2022    | Whiteface Mountain | Superkombinacja   | Kiara Alexander       | Lila Lapanja          | Stefanie Fleckenstein     |
| 22. | 15 lutego 2022    | Whiteface Mountain | Gigant            | Katie Hensien         | Allie Resnick         | Stefanie Fleckenstein     |
| 23. | 16 lutego 2022    | Whiteface Mountain | Slalom            | Arianne Forget        | Allie Resnick         | Sarah Bennett             |
| 24. | 23 marca 2022     | Sugarloaf          | Zjazd             | Isabella Wright       | Jacqueline Wiles      | Keely Cashman             |
| 25. | 23 marca 2022     | Sugarloaf          | Zjazd             | Isabella Wright       | Keely Cashman         | Patricia Mangan           |
|     | 25 marca 2022     | Sugarloaf          | Supergigant       | Odwołano              | Odwołano              | Odwołano                  |
|     | 27 marca 2022     | Sugarloaf          | Gigant            | Odwołano              | Odwołano              | Odwołano                  |
| 26. | 28 marca 2022     | Sugarloaf          | Slalom            | Zoe Zimmermann        | Amelia Smart          | Karoline Bekkestad        |

## Klasyfikacje
| Lp. | Zawodniczka           | Punkty |
| --- | --------------------- | ------ |
| 1.  | Ava Sunshine Jemison  | 950    |
| 2.  | Stefanie Fleckenstein | 908    |
| 3.  | Allie Resnick         | 804    |
| 4.  | Kiara Alexander       | 780    |
| 5.  | Sarah Bennett         | 679    |
| 6.  | Britt Richardson      | 675    |
| 7.  | Lila Lapanja          | 629    |
| 8.  | Lauren Macuga         | 596    |
| 9.  | Arianne Forget        | 547    |
| 10. | Candace Crawford      | 515    |

| Lp. | Zawodniczka           | Punkty |
| --- | --------------------- | ------ |
| 1.  | Stefanie Fleckenstein | 245    |
| 2.  | Lauren Macuga         | 230    |
| 3.  | Candace Crawford      | 207    |
| 4.  | Isabella Wright       | 200    |
| 5.  | Katrina van Soest     | 157    |
| 6.  | Ava Sunshine Jemison  | 153    |
| 7.  | Keely Cashman         | 140    |
| 8.  | Allison Mollin        | 123    |
| 9.  | Patricia Mangan       | 110    |
| 10. | Sophia Tozzi          | 90     |

| Lp. | Zawodniczka               | Punkty |
| --- | ------------------------- | ------ |
| 1.  | Candace Crawford          | 250    |
| 2.  | Stefanie Fleckenstein     | 220    |
| 3.  | Alix Wilkinson            | 180    |
| 3.  | Lauren Macuga             | 180    |
| 5.  | Sarah Bennett             | 172    |
| 6.  | Britt Richardson          | 160    |
| 7.  | Ava Sunshine Jemison      | 145    |
| 8.  | Kiara Alexander           | 106    |
| 9.  | Justine Lamontagne        | 89     |
| 10. | Francesca Baruzzi Farriol | 86     |
| 10. | Katrina van Soest         | 86     |

| Lp. | Zawodniczka           | Punkty |
| --- | --------------------- | ------ |
| 1.  | Allie Resnick         | 432    |
| 2.  | Lauren Macuga         | 378    |
| 3.  | Ava Sunshine Jemison  | 217    |
| 4.  | Arianne Forget        | 181    |
| 5.  | Estelle Alphand       | 180    |
| 5.  | Sarah Bennett         | 180    |
| 7.  | Kaja Norbye           | 171    |
| 8.  | Stefanie Fleckenstein | 170    |
| 9.  | Kiara Alexander       | 169    |
| 10. | Lauren Macuga         | 144    |

| Lp. | Zawodniczka          | Punkty |
| --- | -------------------- | ------ |
| 1.  | Lila Lapanja         | 386    |
| 2.  | Kiara Alexander      | 360    |
| 3.  | Zoe Zimmermann       | 326    |
| 4.  | Allie Resnick        | 307    |
| 5.  | Amelia Smart         | 280    |
| 6.  | Ava Sunshine Jemison | 265    |
| 7.  | Sarah Bennett        | 222    |
| 8.  | Eleri Smart          | 209    |
| 9.  | Karoline Bekkestad   | 199    |
| 10. | Arianne Forget       | 185    |

| Lp. | Zawodniczka           | Punkty |
| --- | --------------------- | ------ |
| 1.  | Ava Sunshine Jemison  | 150    |
| 2.  | Lila Lapanja          | 130    |
| 3.  | Arianne Forget        | 125    |
| 4.  | Stefanie Fleckenstein | 120    |
| 5.  | Kiara Alexander       | 100    |
| 6.  | Justine Lamontagne    | 68     |
| 6.  | Dasha Romanov         | 68     |
| 8.  | Elisabeth Bocock      | 49     |
| 9.  | Sophia Tozzi          | 48     |
| 10. | Sarah Bennett         | 45     |